# Christian Danner
 Christian Danner  va ser un pilot de curses automobilístiques alemany que va arribar a disputar curses de Fórmula 1.
Va néixer el 14 d'abril del 1958 a Múnic, Alemanya.

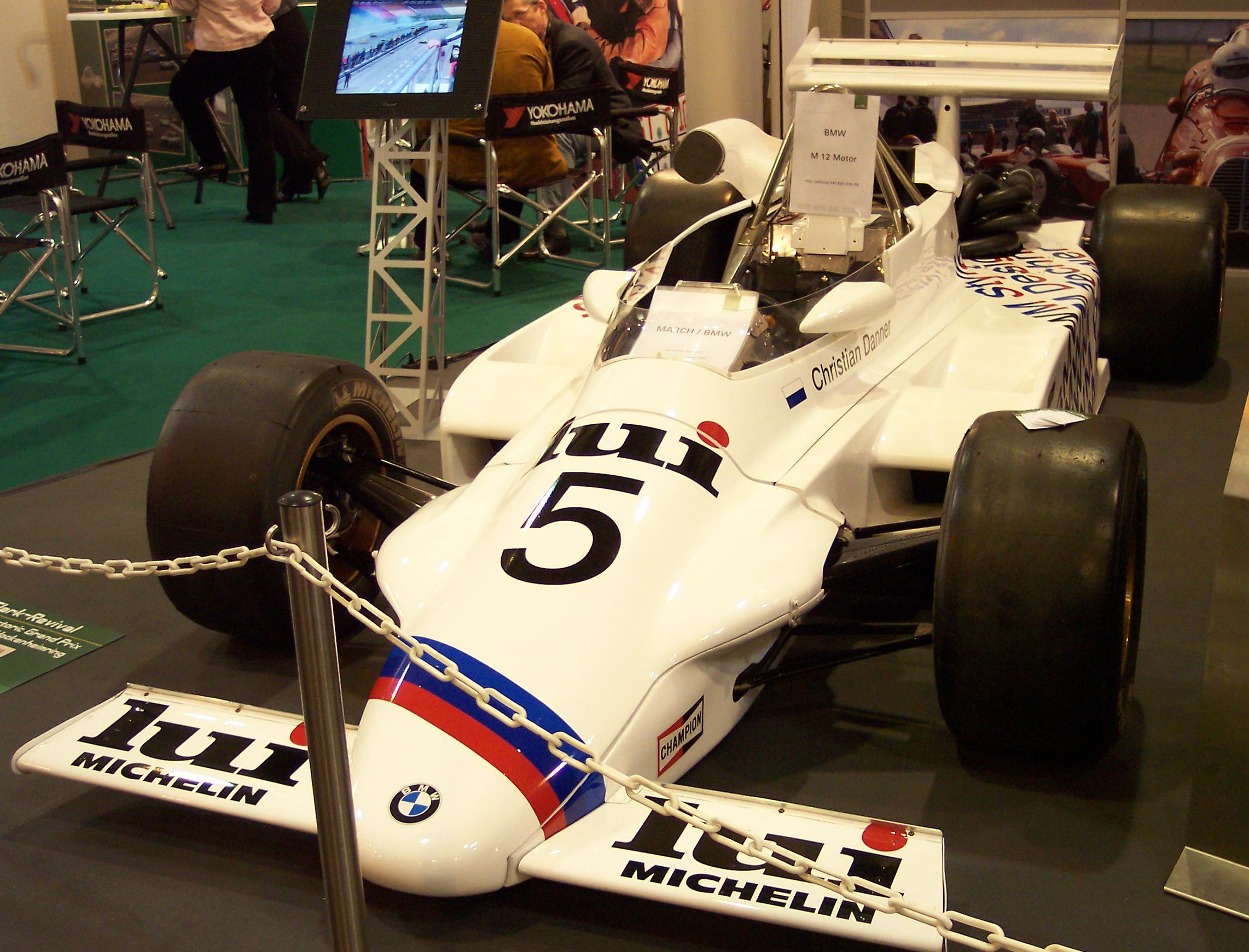
Christian Danner l'any 1982

## A la F1
Christian Danner va debutar a la tretzena cursa de la temporada 1985 (la 36a temporada de la història) del campionat del món de la Fórmula 1, disputant el 15 de setembre del 1985 el G.P. de Bèlgica al circuit de Spa-Francorchamps.
Va participar en un total de quaranta-set curses puntuables pel campionat de la F1, disputades en quatre temporades no consecutives (1985 - 1987 i 1989), aconseguint una quarta posició com millor classificació en una cursa i assolí quatre punts pel campionat del món de pilots.

## Resultats a la Fórmula 1
| Any  | Equip    | Xassís   | Motor      | 1       | 2       | 3       | 4       | 5       | 6       | 7         | 8       | 9       | 10      | 11      | 12      | 13      | 14      | 15      | 16      | Posició | Punts |
| ---- | -------- | -------- | ---------- | ------- | ------- | ------- | ------- | ------- | ------- | --------- | ------- | ------- | ------- | ------- | ------- | ------- | ------- | ------- | ------- | ------- | ----- |
| 1985 | Zakspeed | Zakspeed | Zakspeed   | BRA     | POR     | SMR     | MON     | CAN     | E.USA   | FRA       | GBR     | ALE     | AUT     | HOL     | ITA     | BEL Ret | EUR Ret | RSA     | AUS     | -       | 0     |
| 1986 | Osella   | Osella   | Alfa Romeo | BRA Ret | ESP Ret | SMR Ret | MON NVQ | BEL Ret | CAN Ret |           |         |         |         |         |         |         |         |         |         | 18è     | 1     |
| 1986 | Arrows   | Arrows   | BMW        |         |         |         |         |         |         | E.USA Ret | FRA 11  | GBR Ret | ALE Ret | HUN Ret | AUT 6   | ITA 8   | POR 11  | MEX 9   | AUS Ret | 18è     | 1     |
| 1987 | Zakspeed | Zakspeed | Zakspeed   | BRA 9   | SMR 7   | BEL Ret | MON EX  | E.USA 8 | FRA Ret | GBR Ret   | ALE Ret | HUN Ret | AUT 9   | ITA 9   | POR Ret | ESP Ret | MEX Ret | JPN Ret | AUS 7   | -       | 0     |
| 1989 | Rial     | Rial     | Ford       | BRA 14  | SMR NVQ | MON NVQ | MEX 12  | USA 4   | CAN 8   | FRA NVQ   | GBR NVQ | ALE NVQ | HUN NVQ | BEL NVQ | ITA NVQ | POR NVQ | ESP     | JPN     | AUS     | 21è     | 3     |

### Resum
| Curses: | Victòries: | Pòdiums: | Poles: | Voltes ràpides: | Punts: |
| ------- | ---------- | -------- | ------ | --------------- | ------ |
| 47 (36) | 0          | 0        | 0      | 0               | 4      |